# Rodica Dima
Rodica Dima (n. 22 mai 1942, Timișoara – d. 12 mai 2017, București) a fost o cântăreață de muzică populară românească.

## Cariera
În 1960  participat la Festivalul Tineretului de la București unde a obținut premiul I. Acest lucru i-a prilejuit debutul la Televiziunea Română.
A fost solistă a Orchestrei populare „Doina Banatului”. Aici a avut prilejul să cânte în concerte cu artiști din generația de aur ca: Maria Tănase, Maria Lătărețu, Ion Luican, Ion Cristoreanu, Lucreția Ciobanu, Angela Moldovan etc. 
În perioada 1979 – 1989 Rodica Dima a revenit la Timișoara unde și-a continuat activitatea artistică prin colaborări cu cele mai renumite ansambluri de muzică populară din România: orchestrele din Arad, Cluj, Bistrița, Oradea și Zalău.
În anul 1983 a imprimat un disc alături de orchestra de muzică populară a Filarmonicii din Arad, condusă de George Mițin Vărieșescu.
Artista s-a stins în data de 12 mai 2017.